# 霍夫施泰德巴赫河

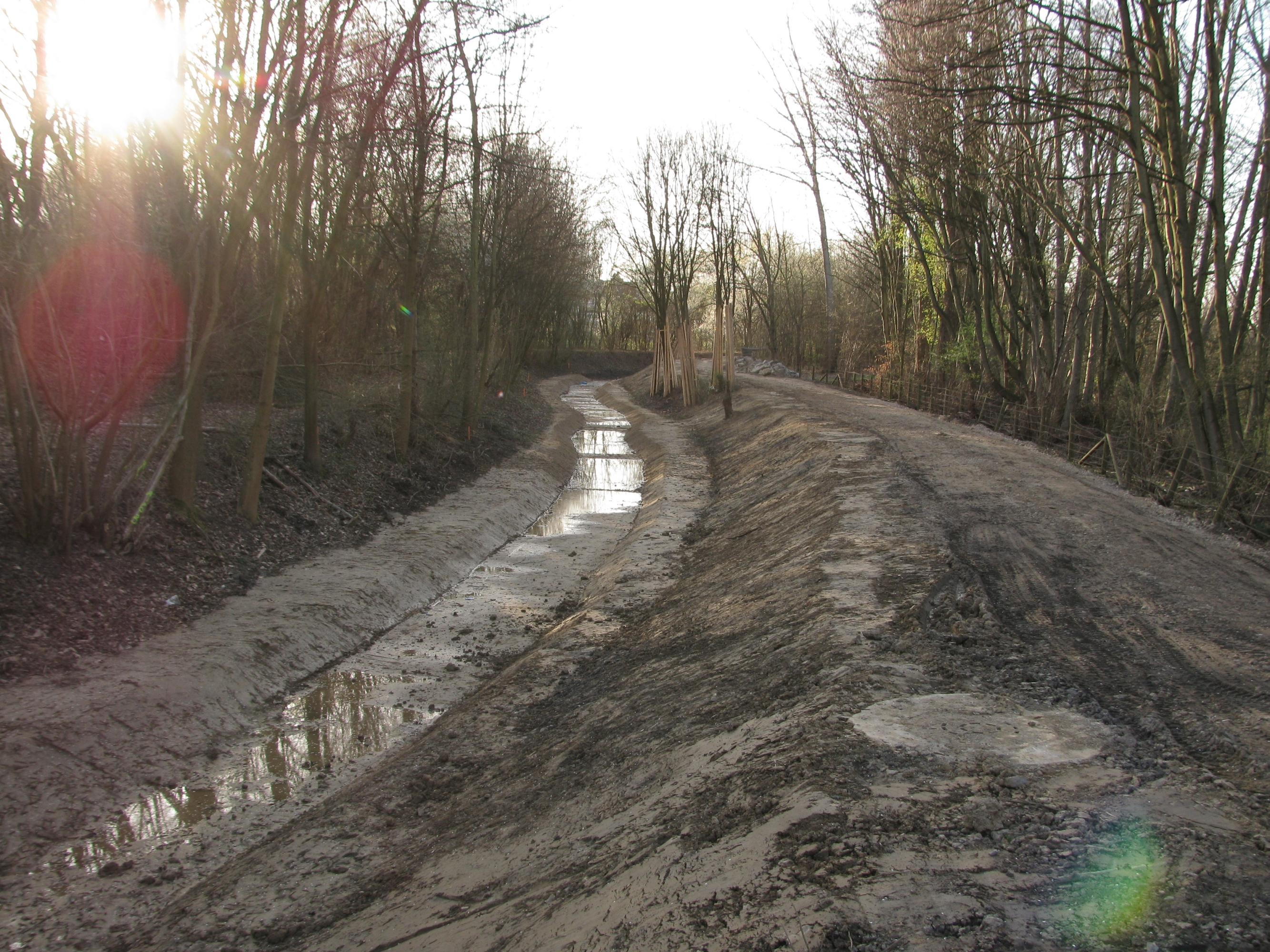

51°30′09″N 7°10′48″E / 51.502621°N 7.180109°E
霍夫施泰德巴赫河（德語：Hofsteder Bach），是德國的河流，位於該國西部，處於北萊茵-威斯特法倫州，屬於許勒巴赫河的支流，河道全長5.5公里，流域面積13.4平方公里。